# 旧山辺学校

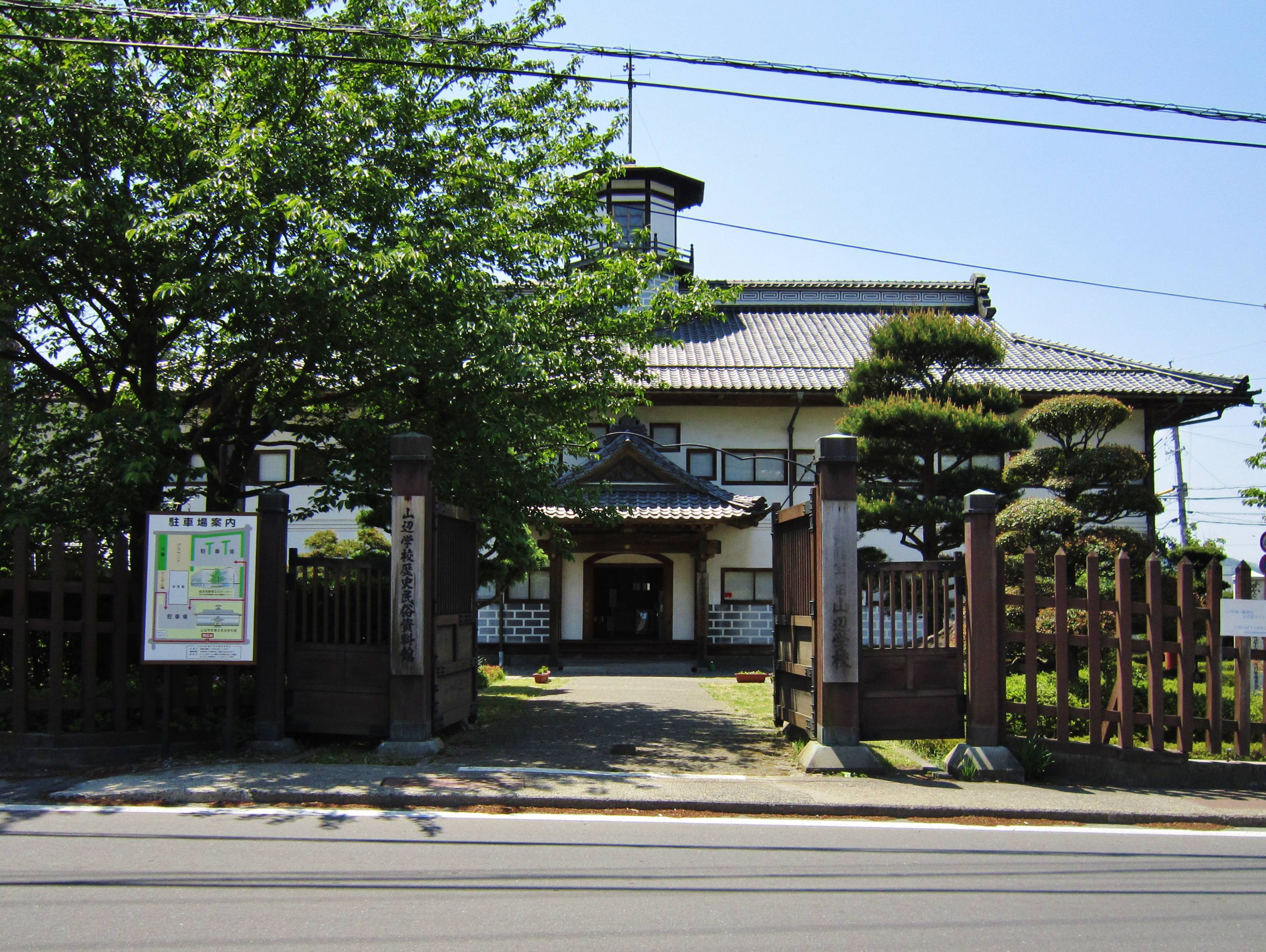
校門

旧山辺学校（きゅうやまべがっこう）は、長野県松本市に残る明治時代初期の洋風校舎である。現在は歴史民俗資料館として利用されている。松本市立博物館の分館。

## 沿革
1873年、兎川寺の本堂を仮校舎として兎川学校が発足。1885年、当時の里山辺村・入山辺村の2村により現在も残る校舎が新築される。費用は両村の村費と寄附金ですべてがまかなわれた。
1886年に山辺学校、1889年に山辺尋常小学校となり1928年まで校舎として使用され、以後は幼稚園、里山辺村役場として使用された。1981年から保存復元工事がおこなわれ、山辺学校歴史民俗資料館となる。1985年には県宝の指定を受けた。

## 建築概要
棟梁の佐々木喜十によって設計施工された擬洋風建築である。佐々木は1875年に松本市開智に建設された開智学校の工事に参加しており、全体の構成、塔の姿、石壁を模した漆喰の腰壁などに影響を受けている。
木造二階建、桟瓦葺入母屋造で、屋根の中央に八角形平面の塔屋を載せ、一階正面中央には入母屋造の車寄せがつく。間取りは、一階では十文字の中廊下の両側に職員室及び教室を設け、二階には正面からみて左側に講堂に相当する大部屋を設け、右側は中廊下をはさんで教室を配している。
外部は隅柱のみ見せた漆喰塗り大壁造とし、腰壁の部分を石積文様、大棟の胴に雷文を黒緑色漆喰であらわし、木部は薄いステイン塗を施している。内部は漆喰真壁造で、板張りの床・竿縁天井を用い、木製引違い戸を出入り口に立てている。窓には引き違い障子、玄関には木製ドアがつく。屋根は民家風の出桁構造を用い、繁垂木の軒裏を表している。
モデルとなった開智学校と比較すると、山辺学校は全体的に簡素な作りとなっている。開智学校は窓にガラスを用いていたのに対し、山辺学校は障子を用いていたことから、開智学校は「ギヤマン学校」、山辺学校は「障子学校」とよばれていたといわれる。